# 劉衛辰
劉衛辰（4世紀？—391年），十六國時期匈奴支系鐵弗部首領，劉務桓之子，前任首領劉悉勿祈之弟，夏國建立者赫连勃勃之父。

## 生平
劉衛辰生性陰險善變。359年（東晉升平三年、前秦永興三年），悉勿祈去世，衛辰殺悉勿祈之子，自己繼位。
衛辰繼位後，依違於前秦及代國間，前秦天王苻堅以之為左賢王；而代王拓跋什翼犍則將女兒嫁給他，惟衛辰仍叛服無常。前秦建元元年（365年），衛辰敗於前秦而被生擒，然而前秦仍封衛辰為夏陽公待之，讓其統率原部落。此後數年，衛辰因屢敗於代國，而受前秦保護。
前秦建元十二年（376年），衛辰為代國所逼，向前秦求救。前秦乘此機會，一舉滅代，並將代國分為東西二部，其中黃河以西之土地、部眾歸衛辰所屬。衛辰雖不久再度因叛秦而為秦軍所敗，惟苻堅仍以衛辰為西單于，統率黃河以西諸民族。
前秦於肥水之戰敗後，國內分崩離析，衛辰久居朔方（即黃河以西之河套），兵強馬壯，成為不少勢力拉攏的對象。386年，後秦帝姚萇命衛辰為大將軍、大單于、河西王、幽州牧；西燕帝慕容永命衛辰為大將軍、朔州牧。
391年，衛辰派軍攻擊北魏，反為所敗，衛辰於魏軍追擊途中為部下所殺，其宗族除幼子劉勃勃等逃奔薛干部外，盡為魏軍所誅。衛辰任鐵弗部首領共計33年。後來勃勃建立夏國，追諡衛辰為桓皇帝⑳，廟號為太祖。
其子刘直力鞮曾奉其命攻打贺兰部，后在卫辰被杀时被俘。

## 家庭

### 高祖父
- 刘去卑，匈奴右贤王。

### 曾祖父
- 誥升爰，在劉猛被殺後，繼任右賢王，成為鐵弗部領袖。

### 祖父
- 刘虎，匈奴支系铁弗部首领。

### 父母
- 刘务桓，铁弗部部首领。
- 拓跋氏，代王拓跋什翼犍之女。

### 哥哥
- 刘悉勿祈，358年叔父刘阏头率残部向东逃走，部众散归悉勿祈。

### 夫人
- 拓跋氏，代王拓跋什翼犍之女[1]，可能是刘卫辰的小姨。
- 苻氏[2]，桓文皇后，赫连勃勃母亲。

### 子
- 右地代，代公。
- 直力鞮，魏公。
- 赫连勃勃，夏武烈帝。
- 文陈。
- 阿利罗引，407年赫连勃勃封他为司隶校尉。
- 若门，407年赫连勃勃封他为尚书令。
- 叱以鞬，407年赫连勃勃封他为左仆射。
- 乙斗，东平公。
- 韦伐，北平公。

| 前任： 劉悉勿祈 | 鐵弗部首領 359年－391年 | 繼任： 赫連勃勃 |